# Łysiczka błotna

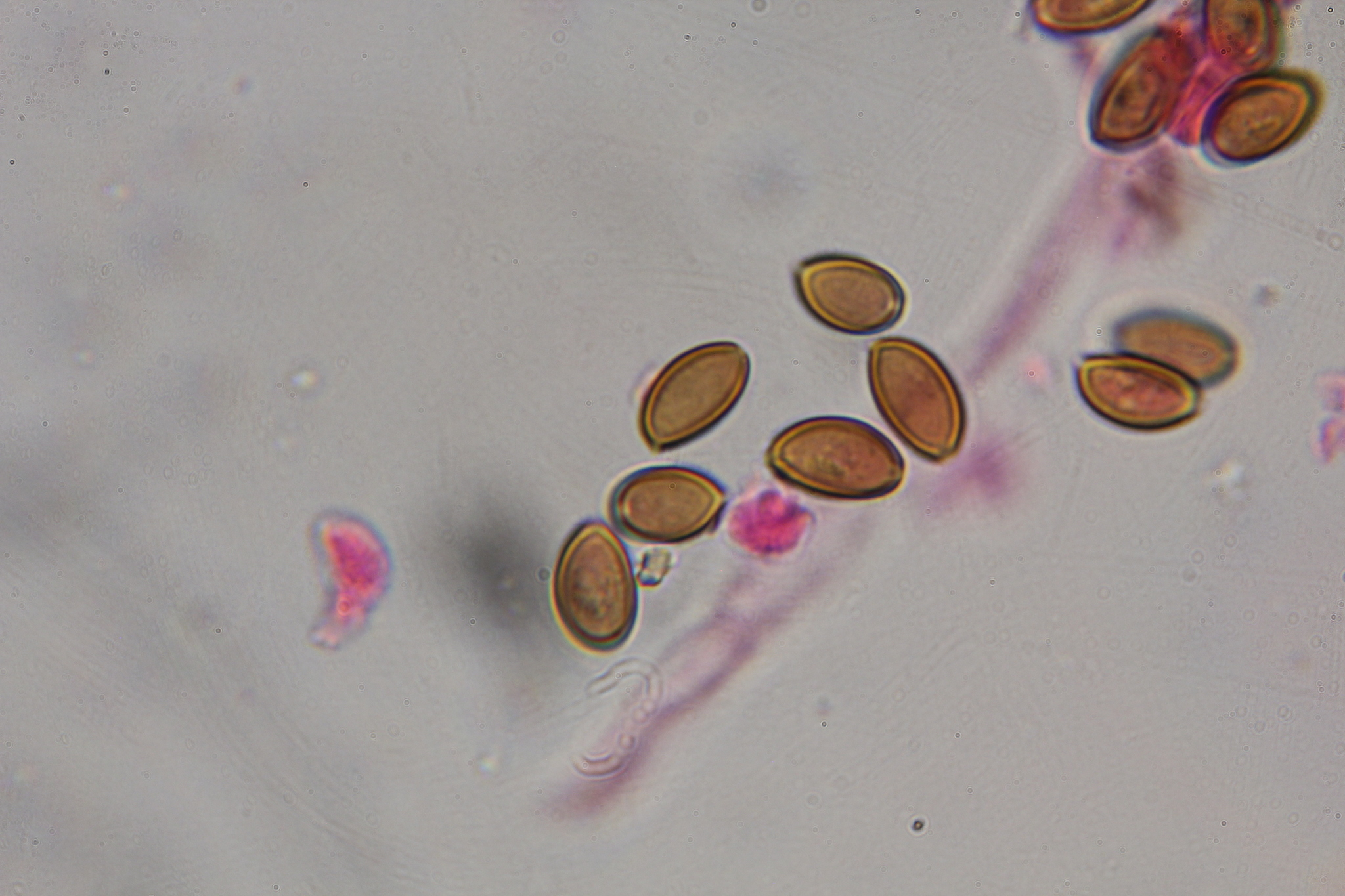
Zarodniki łysiczki błotnej pod mikroskopem

Łysiczka błotna (Psilocybe strictipes) – gatunek grzybów należący do rodziny podziemniczkowatych (Hymenogastraceae). Zawiera psychoaktywną psilocybinę, jest blisko spokrewniony z łysiczką lancetowatą i Psilocybe pelliculosa. Łysiczka błotna jest powszechnie mylona z lancetowatą i można ją odróżnić po kapeluszu bez brodawki i o wypukłym kształcie. Nazwa gatunkowa „strictipes” pochodzi od łacińskich słów stricti (wąski) i pes (stopa). Nazwę polską zaproponował Władysław Wojewoda w 2003.

## Morfologia
Kapelusz
Średnica 5-30mm, higrofaniczny, wilgotny, koloru od orzechowego do ciemnobrązowego. Powierzchnia gładka, wilgotna, śliska, nieco lepka. Kształt wypukły i zwykle bez ostrej brodawki typowej dla P. semilanceata.
Blaszki
Szerokie, do trzonu wąsko przyrośnięte. U młodych owocników kremowe, u starszych ciemniejsze – ciemnofioletowo-brązowe.
Trzon
Cienki, o wysokości 4-10 cm i średnicy 2.5 mm. Powierzchnia jasnoochrowa.
Miąższ
Ma zapach i smak mąki, przebarwia się na niebiesko.
Cechy mikroskopowe;
Wysyp zarodników ciemny fioletowo-brązowy. Zarodniki podłużne, owalne, o rozmiarach 11 × 6 μm.

## Występowanie i siedlisko
Występuje w chłodnych umiarkowanych i subarktycznych regionach półkuli północnej i jest najbardziej powszechna w Europie oraz północno-zachodnim wybrzeżu Ameryki Północnej. Psilocybe strictipes owocuje późnym latem i jesienią w Polsce, Chile, Anglii, Francji, Niemczech, Holandii, Szkocji, Słowacji, Syberii, Szwecji i północno-zachodnim Pacyfiku. Psilocybe strictipes występuje na trawnikach i trawiastych polach, ale nigdy nie rośnie bezpośrednio na łajnie.